# Władysław Paliński

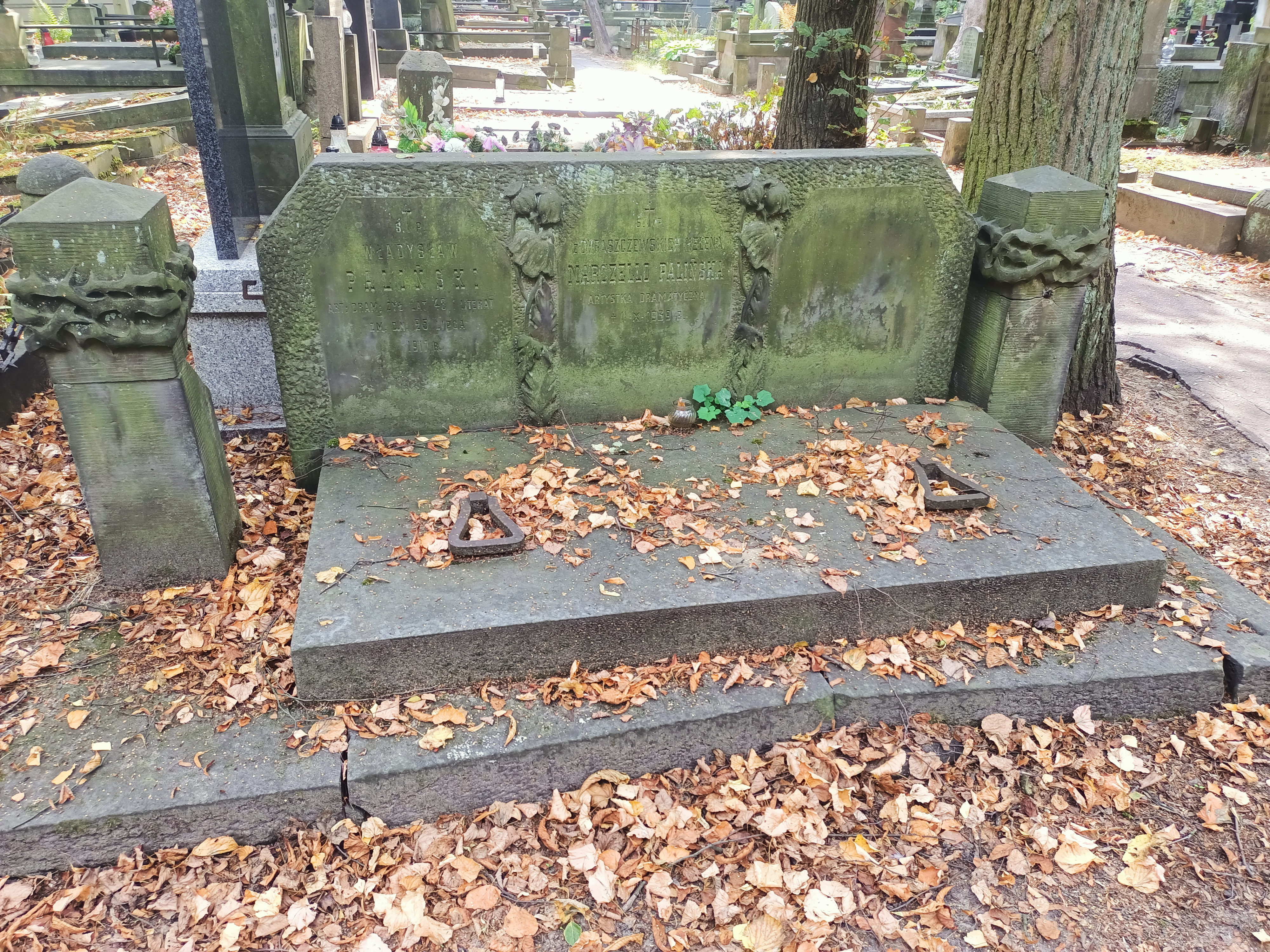
Grób Władysława Palińskiego na Cmentarzu Powązkowskim

Władysław Sergiusz Paliński (ur. 27 czerwca 1869 w Warszawie, zm. 25 lipca 1917 tamże) – polski aktor teatralny i filmowy, reżyser teatralny i filmowy, scenarzysta, dramaturg i dziennikarz prasowy.

## Życiorys
Sztuki aktorskiej uczył się u Jana Tatarkiewicza i Wincentego Rapackiego (ojca). W latach 1890–1892 występował w warszawskim Teatrze Rozmaitości, a w 1893 otrzymał angaż do Warszawskich Teatrów Rządowych, z którym to zespołem związany był prawie przez całą karierę sceniczną. W 1908 roku kandydował na stanowisko dyrektora teatru w Poznaniu, a następnie - wraz żoną Heleną Marcello - zorganizował zespół objazdowy, z którym wystąpił m.in. w  Lublinie, Radomiu, Kielcach, Sosnowcu, Łodzi i Kaliszu. W 1915 roku, po ustąpieniu dyrekcji WTR został przewodniczącym Zarządu Zrzeszenia Artystów Teatru Rozmaitości. Natomiast rok później debiutował jaki reżyser teatralny.
Poza teatrem był członkiem Kooperatywy Artystycznej, realizującej pierwsze polskie filmy. Jako dziennikarz, przed 1900 roku pisał do Kuriera Codziennego, a w latach I wojny światowej był korespondentem Kuriera Warszawskiego. Tworzył dramaty (m.in. W odmęcie, Kandydat do Dumy) oraz tłumaczył utwory sceniczne z języka francuskiego.

### Rodzina
Był synem tancerki Matyldy Dylewskiej oraz - prawdopodobnie - Siergieja Muchanowa. Jego siostrami były: Maria Palińska - aktorka oraz Jadwiga Dylewska (przyrodnia) - śpiewaczka. W dniu 30 października 1897 roku poślubił aktorkę Helenę Marcello (Chraszczewską).
Został pochowany wraz z żoną na Cmentarzu Powązkowskim w Warszawie (kw. F/G rz. 6 m. 1).

## Filmografia
- Sąd Boży (1911) - obsada aktorska
- Krwawa dola (1912) - reżyseria, obsada aktorska
- Ofiara namiętności (1912) - reżyseria, scenariusz